# Spinoparapachymorpha
Spinoparapachymorpha is een geslacht van wandelende takken uit de familie Phasmatidae. De wetenschappelijke naam van dit geslacht is voor het eerst voorgesteld door Wai Chun George Ho in een publicatie uit 2021. De soorten van dit geslacht komen voor in Zuid-China, Myanmar, Thailand en Vietnam.

## Soorten
- Spinoparapachymorpha daoyingi (Ho, 2014)
- Spinoparapachymorpha jinpingensis (Ho, 2017)
- Spinoparapachymorpha pseudospinosa (Ho, 2020)
- Spinoparapachymorpha sinica (Ho, 2017)
- Spinoparapachymorpha spinosa (Brunner von Wattenwyl, 1893)
- Spinoparapachymorpha tetracantha (Chen & He, 2001)
- Spinoparapachymorpha xishuangbannaensis (Ho, 2014)